# Spegelapan
Spegelapan, musikalbum av det svenska trallpunkbandet Charta 77. Släpptes 2004 på Birdnest.

## Låtar på albumet
| Nr  | Titel                           | Längd | Notering |
| --- | ------------------------------- | ----- | -------- |
| 1.  | Fatta! Fatta!! Fatta!!!         | 1.58  |          |
| 2.  | Aldrig försent att              | 3.04  |          |
| 3.  | Till alla dom som en gång brann | 4.01  |          |
| 4.  | Cirklar                         | 2.39  |          |
| 5.  | När alla andra är dårar         | 2.41  |          |
| 6.  | Tillbaks till noll              | 2.13  |          |
| 7.  | Sandra & Farbror Jansson        | 3.22  |          |
| 8.  | Timeout                         | 2.59  |          |
| 9.  | Slutet                          | 2.41  |          |
| 10. | Spegelapan                      | 3.26  |          |
| 11. | Stirrar rakt in i solen         | 1.59  |          |
| 12. | Kapa trådarna                   | 5.46  |          |